# Ілюзит
Ілюзит — збірник науково-фантастичних розповідей Януша Зайделя, опублікований видавництвом Nasza Księgarnia в 1976 році.

## Список творів
- Цей прекрасний день
- Всезнавець — оригінал: «Płomyk», 1971
- Гра в зеленому кольорі
- Інстинкт опіки — оригінал: «Perspektywy», 1976
- Дикий у картоплі
- 869113325 — вперше в антології Кроки в невідомість, t. 6, 1975
- Інспекція
- Почуття провини — оригінал: «Młody Technik», 1973
- Прогноз — оригінал: «Młody Technik», 1968; вперше в антології Кроки в невідомість т. 2, 1971
- Невтручання
- Доказ
- Ферма
- Сила розуму
- Куди йде трамвай?
- Ілюзит